# Longxi (sockenhuvudort i Kina, Zhejiang Sheng, lat 28,40, long 121,04)
Longxi (kinesiska: 龙西, 龙西乡) är en sockenhuvudort i Kina. Den ligger i provinsen Zhejiang, i den östra delen av landet, omkring 220 kilometer söder om provinshuvudstaden Hangzhou. Antalet invånare är 5 205. Befolkningen består av 2 521 kvinnor och 2 684 män. Barn under 15 år utgör 18,0 %, vuxna 15-64 år 62 %, och äldre över 65 år 19,0 %.
Runt Longxi är det tätbefolkat, med 819 invånare per kvadratkilometer. Närmaste större samhälle är Hongqiao, 19,4 km söder om Longxi. I omgivningarna runt Longxi växer i huvudsak blandskog.
Genomsnittlig årsnederbörd är 2 023 millimeter. Den regnigaste månaden är juni, med i genomsnitt 334 mm nederbörd, och den torraste är januari, med 74 mm nederbörd.